# Гожан, Вячеслав
Вячесла́в Гожа́н (рум. Veaceslav Gojan; род. 18 мая 1983, Гриманкауцы, Бричанский район, Молдавская ССР, СССР) — молдавский боксёр-любитель. Мастер спорта международного класса, бронзовый призёр Олимпийских игр 2008 года, чемпион Европы 2011 года в любителях.

## Биография
Боксом занимается с 11 лет под руководством тренера Петру Кадука.
Серебряный призёр Чемпионата Европы 2002 года в минимальном весе.
Серебряный призёр Кубка мира 2008 года в Москве.
На Летних Олимпийских играх 2008 года в Пекине принёс сборной Молдавии единственную медаль, завоевав бронзу в весовой категории до 54 килограммов.
Бронза Гожана на пекинской Олимпиаде принесла ему в 2008 году победу в номинации «Спортсмен года в Молдавии», которая учреждена Ассоциацией спортивной прессы Молдавии.
24 июня 2011 года в Анкаре (Турция) Гожан выиграл в финале чемпионата Европы у россиянина Дмитрия Полянского по очкам 16-14 (4-3, 7-6, 5-5 по раундам).
В общей сложности провёл 180 боёв, из них в 163 одержал победы. 8-кратный чемпион Молдавии, победитель и призёр многих международных турниров.
За заслуги награждён правительственной наградой Молдавии — орденом «Глория Мунчий».
В настоящее время выступает за немецкий клуб «German Eagles», на счету Вячеслава так же числятся 3 победы за этот клуб.

## Награды
- Орден Почёта (2018)